# Diego Pinheiro da Silva
Diego Pinheiro da Silva (Goiás, 14 giugno 1980) è un ex cestista brasiliano.

## Carriera
Con il Brasile ha disputato i Campionati americani del 2009.